# David Nokes
David Nokes (11 mars 1948 – 19 novembre 2009) est un universitaire spécialiste de la littérature anglaise du XVIIIe siècle.

## Biographie
Il est connu pour ses biographies de Jonathan Swift, John Gay, Jane Austen et Samuel Johnson. Il a également écrit des scénarios, dont une adaptation pour la BBC du roman Clarissa (1991) de Samuel Richardson et une adaptation du roman d'Anne Brontë Le locataire de Wildfell Hall (1996). Il est également l'un des principaux critiques du Times Literary Supplement et de la London Review of Books .
Nokes fréquente la King's College School de Wimbledon, à Londres. Il obtient une maîtrise du Christ's College de Cambridge en 1972 et un doctorat en 1974. Il commence à enseigner au King's College de Londres en 1973, est élevé au rang de lecteur en 1986 et promu professeur de littérature anglaise en 1998.
En 1994, il est élu membre de la Royal Society of Literature.

## Livres
- Jonathan Swift: A Hypocrite Reversed (1985)
- John Gay: A Profession of Friendship (1995)
- Jane Austen: A Life (1997)
- The Nightingale Papers (2001)
- Samuel Johnson: A Life (2009)